# August Heinrich Rudolf Grisebach
August Heinrich Rudolf Grisebach (Hanóver, 17 de abril de 1814 - Gotinga, 9 de mayo de 1879) fue un botánico, geobotánico, pteridólogo, y fitogeógrafo alemán.

## Biografía
A. R. Grisebach hace estudios de medicina y de botánica en Gotinga, y en Berlín de 1832 a 1836, año en el que recibe su doctorado. Es profesor asociado en Gotinga en 1841 y profesor titular en 1847.
Hace viajes científicos por la región de los Alpes en 1833, por Turquía en 1839, por los Pirineos en 1850, por Noruega en 1842.
A. R. Grisebach fue elegido miembro de la Deutsche Akademie der Naturforscher Leopoldina en 1844. Dirige el Jardín Botánico de Göttingen a partir de 1875.

## Obra
- 1839. Genera et Species Gentianearum observationibus quibusdam phytogeographicis. Stuttgart - Tübingen: J. G. Cotta, 1839. VIII, 364 pp. Versión en Google Books
- 1838. Über den Einfluß des Klimas auf die Begrenzung der natürlichen Floren. Linnaea 12: 159–200

- 1846. Reports on botanical geography. Royal Society Reports and Papers on Botany 1: 57-212

- 1849. Reports on botanical geography. Royal Society Reports and Papers on Botany 2: 317–493

- 1852. Commentatio de distributione Hieracii Generis per Europam geographica. Sectio prior. Revisio specierum Hieracii in Europa sponte crecentium. Gottingae: Dieterich. 80 pp.

- 1844. Spicilegium Florae rumelicae et bithynicae, exhibens synopsin plantarum quas aest. 1839 legit. Brunsvigae: F. Vieweg, 1843-1844. 2 svazky. Vol. I: 1843. xiii + 407 pp. - Vol. II: 1844. 548 pp.

- 1854. Grundriß der systematichen Botanik für akademische Vorlesungen entworfen. Göttingen: Dietrich

- 1857. Systematische Untersuchungen über die Vegetation de Karabeien, insbesondere der Insel Guadeloupe. Gottingen. 138 pp.

- 1860-1862. Plantae Wrightianae e Cuba orientali, edición con Asa Gray y Charles Wright, Am. Academy of Arts & Sci. en Botanicus

- 1864. Flora of the British West Indian Islands. London: Lovell Reeve. 789 pp. en Botanicus

- 1866. Catalogus plantarum cubensium exhibens collectionem Wrightianam aliasque minores ex insula Cuba missas, Lipsae : Apud Gulielmum Engelmann. en Botanicus

- 1874. Plantae Lorentzianae: Bearbeitung der ersten und zweiten Sammlung argentinischer Pflanzen des Professor Lorentz zu Córdoba. Reprod. de la ed. de Göttingen. Dieterichschen Buchhandlung. 231 pp.
- 1879. Symbolae ad Floram Argentinam. Zweite Bearbeitung argentinischer Pflanzen. Abhandlungen der Königlichen Gesellschaft der Wissenschaften zu Göttingen 24: 3-345. DOI: http://dx.doi.org/10.5962/bhl.title.9025

- 1884. Die Vegetation der Erde nach ihrer klimatischen Anordnung. Ein Abriß der Vergleichenden Geographie der Pflanzen. 1. vyd. Leipzig: W. Engelmann. 1872, 2 vols. Tomo I: xii + 603 pp. - Tomo II: x + 635 pp. - 2.ª ed.

- 1880. Gesammelte Abhandlungen und kleinere Schriften zur Pflanzengeographie. Leipzig: W. Engelmann. vi + 628 pp.

- También es autor de numerosas publicaciones sobre las plantas de Asia y de Sudamérica.
- La abreviatura «Griseb.» se emplea para indicar a August Heinrich Rudolf Grisebach como autoridad en la descripción y clasificación científica de los vegetales.[1]

## Honores
Géneros
- (Arecaceae) Grisebachia  H.Wendl. & Drude 1875
- (Ericaceae) Grisebachia Klotzsch 1838
- (Asteraceae) Grisebachianthus R.M.King & H.Rob. 1975 y más de 200 especies